# Julischka Eichel
Julischka Eichel (* 13. Juni 1981 in Tübingen) ist eine deutsche Schauspielerin.

## Leben
Eichel absolvierte ihre Schauspielausbildung von 2003 bis 2007 an der Hochschule für Schauspielkunst „Ernst Busch“ und schloss ihr Studium mit dem Diplom ab. Während ihrer Ausbildung wirkte sie zwischen 2004 und 2006 in mehreren Hochschulproduktionen mit, als Karoline in Kasimir und Karoline (Regie: Petra Tauscher), als Kommissarin in Optimistische Tragödie (Regie: Swetlana Schönfeld), als Luise in Kabale und Liebe (Regie: Piet Drescher), als Lady Macbeth in Macbeth (Regie: Matthias Brenner), als Grace/Frau in Gesäubert (Regie: Tom Gerber), als Dejaneira/Herakles in Die Trachinierinnen (Regie: Michael Keller) und als Rita in Lovely Rita (Regie: Hilde Stark).
2005/2006 war sie in BAT-Studio-Produktionen zu sehen, so als Maria in Was ihr wollt (Regie: Robert Borgmann, Piet Drescher) und als Kriemhild in Die Nibelungen: Kriemhilds Rache (Regie: Alexander Charim).
Von 2006 bis 2008 spielte Eichel am Nationaltheater Weimar. Sie trat dort als Lucy in Krankheit der Jugend (Regie: Tilmann Köhler) auf. 2007 wurde sie für diese Rolle mit dem Alfred-Kerr-Darstellerpreis und als Nachwuchsschauspielerin des Jahres 2007 der Zeitschrift Theater heute ausgezeichnet.
2007 gastierte sie am Theater Eigenreich in Berlin in dem Einpersonenstück Die Schere (Regie: Kai Ohrem); außerdem war sie 2007 bei der Ruhrtriennale als Courasche in Wilhelm Genazinos Theaterstück Courasche oder Gott lass nach (Regie: Stephanie Mohr) zu sehen.
Von 2007 bis 2012 war sie festes Ensemblemitglied des Berliner Maxim Gorki Theaters. Dort spielte sie u. a. Sie (HR) in Herr Tod lädt nicht ein aber wir kommen trotzdem (Regie: Nora Schlocker), in Ozonkinder (Regie: Michael Zadara), das Mädchen Laura in Plus Null Komma Fünf Windstill (UA; Regie: Nora Schlocker), in Mefisto forever (Regie: Armin Petras), Ophelia in Hamlet (Regie: Tilmann Köhler), in der Uraufführung Ödipus auf Cuba (Regie: Armin Petras), in Bulgur – Eine unzulässige Geschichte (Regie: Nora Schlocker), Rosetta in Leonce und Lena (Regie: Jan Bosse), Marie in Woyzeck (Regie: Tilmann Köhler), Lisa in we are blood (Regie: Armin Petras) und Emma Bovary in Madame Bovary (Regie: Nora Schlocker).
In der Spielzeit 2012/13 gastierte sie u. a. am Deutschen Schauspielhaus Hamburg und am Staatsschauspiel Dresden. In der Spielzeit 2014/15 hatte sie ein Gastengagement am Schauspiel Köln. Seit der Spielzeit 2023/24 ist Julischka Eichel Mitglied im Ensemble des Deutschen Theaters Berlin.
Nach einer Tätigkeit als freie Schauspielerin war sie ab der Spielzeit 2015/16 bis 2018 festes Ensemblemitglied am Schauspiel Stuttgart. Dort spielte sie u. a. die Lotte in Die Leiden des jungen Werther (Regie: Simon Solberg), die Cathleen in Eines langen Tages Reise in die Nacht (Regie: Armin Petras), die Warja in Der Kirschgarten (Regie: Robert Borgmann) sowie in den Produktionen Die Erfindung der Roten Armee Fraktion (Autor: Frank Witzel, inszeniert von Armin Petras), Stadion der Weltjugend (Regie: Rene Pollesch) und Lolita (Regie: Christopher Rüping).
2019 spielte sie am Theater Bremen in Rosmersholm und am Schauspiel Leipzig die Anna Quangel in Jeder stirbt für sich allein (Regie: Armin Petras).
Neben ihrer Arbeit für das Theater wirkte Eichel in zahlreichen deutschsprachigen Kino- und Fernsehproduktionen mit.

## Filmografie
- 2002: Heimkehr (Regie: Damir Lukačević)
- 2003: ONS (Kurzfilm, Regie: Krystof Zlatnik)
- 2005: Charlottenburg (Kurzfilm, Regie: Henrik Stampe)
- 2006: Frühstück (Kurzfilm, Regie: Florian Röser)
- 2007: Das Haus (Kurzfilm, Regie: Florian Röser)
- 2007: Mein Freund aus Faro (Regie: Nana Neul)
- 2009: KDD – Kriminaldauerdienst (Fernsehserie, Folge Familie, Regie: Andreas Prochaska)
- 2010: Mord mit Aussicht (Fernsehserie, Folge Spätlese, Regie: Torsten Wacker)
- 2011: Tatort: Tödliche Ermittlungen (Fernsehreihe, Regie: Michael Schneider)
- 2011: Ein starkes Team: Tödliches Schweigen (Fernsehreihe, Regie: Thorsten Näter)
- 2012: Ein starkes Team: Die Gottesanbeterin (Regie: Markus Imboden)
- 2013: Saturntage (Kurzfilm, Regie: Sara Bungartz)
- 2013: Woyzeck (Regie: Nuran David Calis)
- 2013, 2020: SOKO Wismar (Fernsehserie, verschiedene Rollen, 2 Folgen)
- 2014: Die geliebten Schwestern (Regie: Dominik Graf)
- 2014: Finn Zehender: Mord in Aschberg (Fernsehreihe, Regie: Markus Imboden)
- 2016: Toni Erdmann (Regie: Maren Ade)
- 2016: Polizeiruf 110: Endstation (Fernsehreihe, Regie: Matthias Tiefenbacher)
- 2017: SOKO Leipzig (Fernsehserie, Folge Vaterliebe)
- 2017: Tatort: Der rote Schatten
- 2018: Tatort: Schlangengrube
- 2018: Die Protokollantin (Fernsehserie, 5 Folgen, Regie: Nina Grosse & Samira Radsi)
- 2019: Es bleibt in der Familie (Fernsehfilm, Regie: Florian Knittel)
- 2019: Tatort: Anne und der Tod
- 2020: Nicht tot zu kriegen (Fernsehfilm, Regie: Nina Grosse)
- 2020: SOKO Köln (Fernsehserie, Folge Tod eines Elefanten)
- 2020: SOKO Leipzig (Fernsehserie, Folge Tod im Angebot)
- 2021: Ferdinand von Schirach: Feinde (Fernsehfilm)
- 2021: SOKO Potsdam (Fernsehserie, Folge Du bist schuld)
- 2021: Schneller als die Angst (Fernsehserie, Regie: Florian Baxmeyer)
- 2022: Tatort: Marlon (Fernsehreihe)
- 2022: Lauchhammer – Tod in der Lausitz (Fernsehserie, 6 Folgen)
- 2022: Jenseits der Spree (Fernsehserie, Folge Alleingang)
- 2023: Letzte Spur Berlin (Fernsehserie, Folge Unentschieden)
- 2024: SOKO Leipzig (Fernsehserie, Folge Fürchte dich nicht)